# دول تاک
دول تاک، روستایی در دهستان واجل بخش مرکزی شهرستان صیدون در استان خوزستان ایران است.

## جمعیت
بر پایه سرشماری عمومی نفوس و مسکن در سال ۱۳۹۵، جمعیت این روستا برابر با ۴۹۴ نفر (۱۱۵ خانوار) بوده‌است.